# Coelioxys guptai
Coelioxys guptai är en biart som beskrevs av Schwarz 1999. Coelioxys guptai ingår i släktet kägelbin, och familjen buksamlarbin. Inga underarter finns listade i Catalogue of Life.